# Симон Арора
Симон Арора (на английски: Simone Arora; на хинди: सिमोन अरोड़ा) е индийски дизайнер.

## Биография
Симон живее в Мумбай, Индия. Родителите ѝ са Санджай Хан и Зарийн Хан. Има брат Фарах Хан Али и две сестри – Зайет Хан и Сузан Хан. Тя също има принос като творчески ръководител на Д'Декор.(на английски: D'Decor)

## Кариера
Тя стартира собствен бизнес за луксозен декор с марка „СИМОН“ през 2014 г.
На 21-годишна възраст Симон се присъедява към бизнеса на съпруга си като творчески директор. По това време съпругът ѝ Аджай Арора се занимава с производство на облекла. Найната майка Зарийн Хан усеща по-голям потенциал в производството на мебелна линия, и Симон и Аджай поемат предизвикателството. Те купуват дизайни от Италия, машини от Белгия и започват процес на създаване на образци за международни панаири. С безпогрешния си усет за цвят, Симон отговаря за създаване на проекти и комбинации. Марката Д'Декор е най-големият износител на мебелиране на дома в света. Впоследствие те се обръщат към местния пазар с Гаури и Шах Рук Хан като посланици на марката.
Вдъхновени от процеса на проектиране на собствения си дом „Любов“, Симон поема напред с идеята за собствения си магазин. Магазинът „СИМОН“, започва да работи през 2014 г., като в концепцията му е природата, вдъхновена и подбрана с парчета от международни марки.